# Joel Courtney
Joel Dabney Courtney (Monterey, 31 de janeiro de 1996) é um ator norte-americano, mais conhecido por seu papel de Joseph "Joe" Lamb no filme Super 8, que recebeu elogios da crítica e um Saturn Award. Ele também interpretou Peter Moore no seriado televisivo The Messengers, transmitido pela The CW.

## Vida pessoal
Joel Courtney nasceu em Monterey, Califórnia, em 31 de janeiro de 1996, como Joel Dabney Courtney. Atualmente, reside na cidade de Moscou, Idaho. É o caçula de quatro irmãos, Chantelle, Caleb e Josh Courtney, também atores. Adora natação e já competiu com uma equipe em torneios.
Quando não está nos set de filmagens, Joel frequenta uma escola clássica em Moscow, Idaho, no qual costuma estudar vários assuntos, incluindo latim, lógica, e literatura clássica.

## Carreira
Durante suas férias de verão, Joel Courtney foi visitar seu irmão mais velho, Caleb, que vive em Hollywood, onde esperava estar em um comercial e ganhar US $100. Um diretor de elenco aconselhou Courtney a fazer uma audição para o filme da Paramount Pictures, Super 8, produzido por Steven Spielberg, J. J. Abrams e Bryan Burk. Depois de 11 testes, Courtney conseguiu o papel de Joe Lamb, que marcou sua estreia mundial como ator.
Finalizando Super 8, ao lado de Isabelle Fuhrman, Joel filmou o thriller The Between. No filme, o jovem ator interpreta um adolescente descontente que se junta a seu pai em um acampamento só para ter um encontro com forças sobrenaturais. As filmagens foram feitas de setembro a outubro de 2011 na Carolina do Norte. O filme teve sua estreia mundial no Festival internazionale del Film Fanstastico di Bruxelles no sábado, 6 de abril no teatro principal do Bozar.
Ao lado de Jake T. Austin e Katherine McNamara, Joel interpretou o famoso personagem Tom Sawyer na refilmagem Tom Sawyer & Huckleberry Finn, uma adaptação do clássico de Mark Twain, escrito e dirigido por Jo Kastner. Kastner e Marcus Weinhart produziram o filme, que foi filmado em agosto de 2011, na Bulgária.
Na primavera de 2012, Joel filmou um filme televisivo para a Fox intitulado Rogue, que foi dirigido por Brett Ratner. O filme acabou não sendo lançado pelo canal.
Em 26 de julho de 2012, ganhou o prêmio Saturn Award de Melhor Performance por um ator jovem.
Em novembro de 2013, Joel atuou ao lado de Chandler Riggs no filme de Stephen King, Mercy (Pacto Maligno, no Brasil), produzido pela Blumhouse Productions e lançado pela Universal Studios. Mercy foi filmado em Simi Valley, Califórnia, de janeiro a fevereiro de 2013.
Em 2013, novamente ao lado de Isabelle Fuhrman, Joel integra o elenco do filme Dear Eleanor. O filme foi produzido pela Appian Way Productions de Leonardo DiCaprio. Com data de estreia prevista para o segundo semestre de 2016.
Em 2014, Joel entrou para o elenco principal do seriado televisivo da CBS em parceria com a The CW, The Messengers, interpretando o jovem Peter Moore, que teve sua estreia em abril de 2015. O seriado foi cancelado em sua primeira temporada, com 13 episódios.
Em 2015, Joel filmou dois novos filmes Replicate e The River Thief, ambos com previsão de estreia para 2016.
Em 2016, protagoniza o filme F*&% the Prom, ao lado de Danielle Campbell, no qual o mesmo interpretou Cole; e participa do 16ª episódio da 3ª temporada de Agents of S.H.I.E.L.D. (no Brasil, Agentes da S.H.I.E.L.D.), interpretando Nathaniel Malick.

## Filmografia

### Cinema
| Ano  | Filme                         | Papel             | Notas                 |
| ---- | ----------------------------- | ----------------- | --------------------- |
| 2019 | The Empty Man                 | Brandon Maibum    |                       |
| 2018 | Replicate                     | Zach Henderson    |                       |
| 2018 | The Kissing Booth             | Lee Flynn         |                       |
| 2017 | F the Prom                    | Cole              |                       |
| 2016 | The River Thief               | Diz               |                       |
| 2016 | Dear Eleanor                  | Billy Hobgood     | Lançado direto em DVD |
| 2015 | Tom Sawyer & Huckleberry Finn | Tom Sawyer        |                       |
| 2014 | Mercy                         | Buddy Bruckner    | Lançado direto em DVD |
| 2014 | Sins Of Our Youth             | David             |                       |
| 2013 | Don't Let Me Go / The Between | Nick Madsen       |                       |
| 2012 | Spare Time Killers            | Young Tony        |                       |
| 2011 | Super 8                       | Joseph 'Joe' Lamb |                       |

### Televisão
| Ano  | Título                         | Papel            | Notas                         |
| ---- | ------------------------------ | ---------------- | ----------------------------- |
| 2017 | APB                            | Luke             | Episódio: 1x06 Daddy's Home   |
| 2016 | Agents of S.H.I.E.L.D.         | Nathaniel Malick | Episódio: 3x16 Paradise Lost  |
| 2015 | The Messengers                 | Peter Moore      | 13 episódios                  |
| 2012 | Rogue                          | Griffin Jones    | Piloto para TV Não lançado    |
| 2011 | R.L. Stine's The Haunting Hour | John Westmore    | 2ª Temporada Episódios: 1 e 2 |

## Prêmios e indicações
| Ano  | Prêmio                              | Categoria                                                                                         | Trabalho | Resultado |
| ---- | ----------------------------------- | ------------------------------------------------------------------------------------------------- | -------- | --------- |
| 2011 | Teen Choice Award                   | Choice Movie Breakout Male                                                                        | Super 8  | Indicado  |
| 2011 | Teen Choice Award                   | Choice Chemistry (compartilhando com a equipe de Super 8)                                         | Super 8  | Indicado  |
| 2011 | Phoenix Film Critics Society Awards | Melhor elenco                                                                                     | Super 8  | Venceu    |
| 2011 | Phoenix Film Critics Society Awards | Best Performance by a Youth in a Lead or Supporting Role - Male                                   | Super 8  | Indicado  |
| 2012 | Young Artist Award                  | Best Performance in a Feature Film - Leading Young Actor                                          | Super 8  | Indicado  |
| 2012 | Young Artist Award                  | Best Performance in a Feature Film - Young Ensemble Cast (compartilhando com o elenco de Super-8) | Super 8  | Indicado  |
| 2012 | Saturn Awards                       | Best Performance by a Young Actor                                                                 | Super 8  | Venceu    |
| 2012 | Coming of Age Awards                | Best Newcomer                                                                                     | Super 8  | Indicado  |
| 2012 | BAM Awards                          | Best Performance by a Child Actor                                                                 | Super 8  | Indicado  |
| 2012 | YouReviewer Award                   | Breakthrough Actor                                                                                | Super 8  | Indicado  |
| 2015 | Shorty Awards                       | Actor                                                                                             | -        | Indicado  |